# Ecteninion
Ecteninion es un género extinto de sinápsidos cinodontos carnívoros que existieron durante el periodo Triásico en América del Sur. Sus relacionados no son evidentes, pero parece estar emparentado con Trucidocynodon y Diegocanis. El género fue descrito por Ricardo N. Martínez, May C.L. y Forster C.A. en 1996 basados en un solo espécimen.
La especie Ecteninion lunensis se conoce a partir de un cráneo casi completo de alrededor de 11 cm de largo. Se le halló en estratos de Carniense (Triásico Superior) en la formación Ischigualasto en Argentina. Se le considera un eucinodonto basal. El holotipo reposa en la colección de la Universidad Nacional de San Juan.